# 元文都
元文都（548年—618年），河南郡洛阳县（今河南省洛阳市东）人，追尊魏景穆帝拓跋晃后裔，北周小冢宰、江陵总管元则之子，北周、隋朝官员。

## 生平
元文都個性耿直，明辩有器干。北周時曾為右侍上士。後在隋朝，歷任內史舍人、尚書左丞、太府卿等職，頗有能名，隋煬帝繼位後，拜御史大夫，在當時受到信任。617年，在隋煬帝出走江都後，與段達、皇甫无逸、韦津等同為東都留守。次年，隋煬帝崩，與達等推越王楊侗為帝。任內史令、开府仪同三司、光禄大夫、左骁卫大将军、摄右翊卫将军、鲁国公等官職，倍受重用。由於洛陽兵權為王世充把持，又有宇文化及另立秦王楊浩為帝，元文都遂建議楊侗招降當時勢大的李密以跟王世充制衡。
元文都因為此計大大得罪王世充，在楊侗意欲拔擢元文都擔任御史大夫時，王世充大力阻礙，元文都鑑於王世充仗著兵權在手日益跋扈，因此入朝向楊侗進言須殺王世充，並與盧楚等謀趁世充入朝時伏兵殺之。不料事泄，段达告密，王世充奔往含嘉城，聯合段達發動兵變，杀卢楚，再殺元文都，諸子亦全數遇害。

## 家庭

### 兄弟姐妹
- 元某，隋朝兵部侍郎、兴安公

### 子女
- 元弘暹，左千牛，女儿嫁窦知节

## 延伸阅读
[在维基数据编辑]
 《隋書·卷71》，出自魏徵《隋书》